# Wilhelm Christian Cuwie
Wilhelm Christian Cuwie (* 5. Oktober 1846 in Plön; † 4. Januar 1931 in Lübeck) war ein deutscher Bildhauer und Politiker.

## Leben

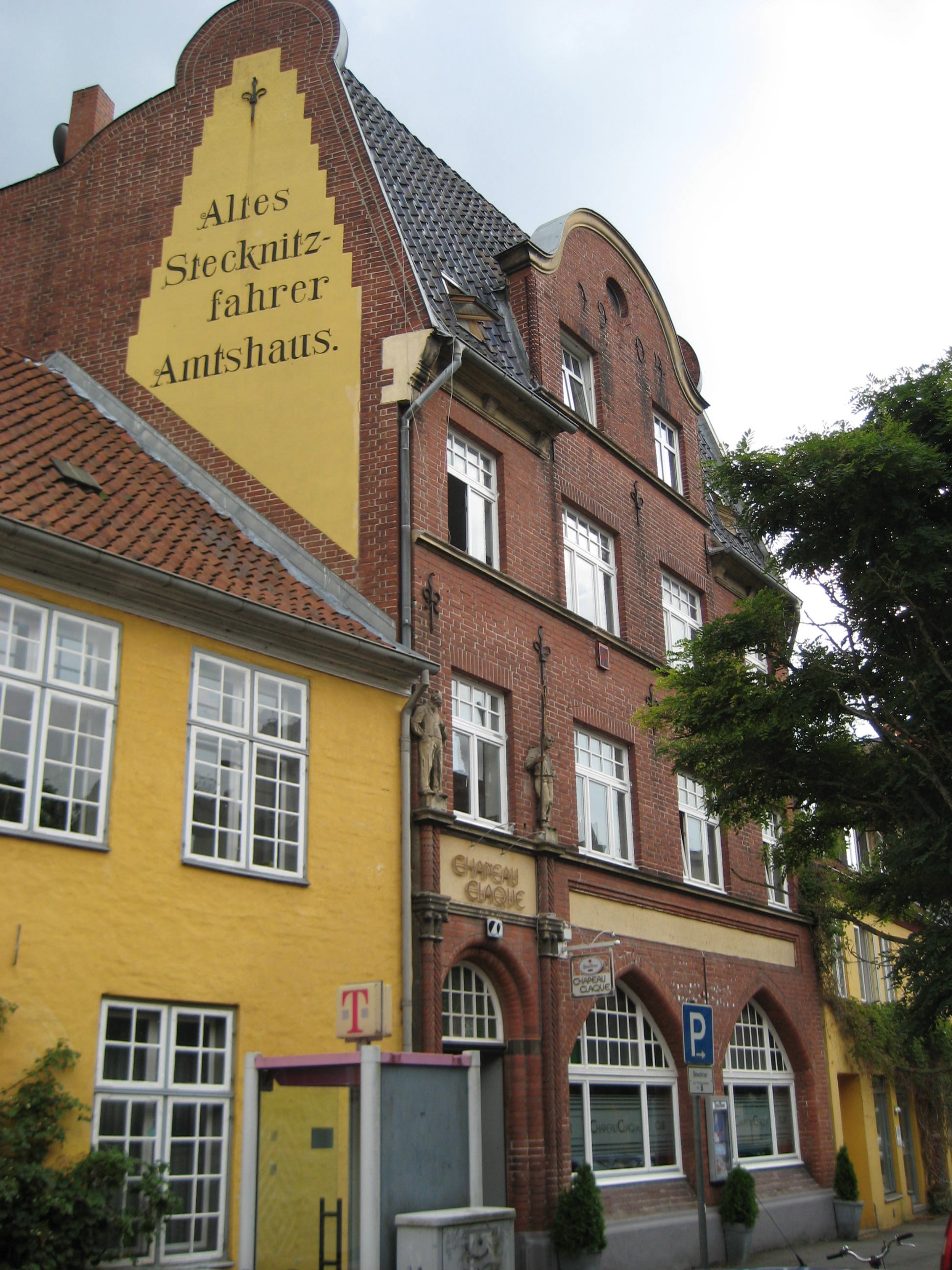
Amtshaus der Stecknitzfahrer mit den Figuren von Cuwie als Portalbekrönung

Cuwie war nicht nur bildhauerisch tätig, sondern verkaufte in seinem Ladengeschäft in der Mühlenstraße auch Stuck und vorgefertigte Bauelemente. Entsprechend war er auch für den Einsatz von Kunststein aufgeschlossen. Von seinen Werken sind überliefert zwei Stecknitzfahrer (1905) aus Betonguss an der Fassade des 1904 auf dem Grundstück Hartengrube 25 neu erbauten Amtshauses dieser Lübecker Binnenschiffergilde, die jüngst aus Mitteln der Possehl-Stiftung durch den Bildhauer Sven Schöning komplett erneuert wurden.
1889 erstellte Cuwie die Säule und die Wasserschale des Borwin-Brunnens in Güstrow, während die Statue Borwins von dem Bildhauer und Lehrer an der Hamburger Allgemeinen Gewerbeschule Theodor Richard Thiele (* 1857) ausgeführt wurde.
1896 war Cuwie gemeinsam mit dem Tischlermeister Hermann Stoll verantwortlich für die Neugestaltung des Saals im Herrenhaus Padelügge für die Vorsteherschaft der Parcham’schen Stiftung.
Cuwie war von 1893 bis 1913 Mitglied der Lübecker Bürgerschaft, also Abgeordneter eines deutschen Landesparlaments, und zeitweilig Mitglied von deren Bürgerausschuss. Er war Mitglied der Baudeputation und gehörte der Vorsteherschaft des St.-Johannis-Jungfrauenklosters an. Er war als Mitglied der Gesellschaft zur Beförderung gemeinnütziger Tätigkeit zuständig für deren Sammlung von Gemälden, Kupferstichen und Gipsabgüssen im Museum am Dom.
Sein Sohn Wilhelm Cuwie wurde Rechtsanwalt und Notar in Lübeck und Sozius in der Kanzlei des Lübecker Bürgermeisters Emil Ferdinand Fehling.